# Angraecum calceolus
Angraecum calceolus là một loài lan.

## Hình ảnh

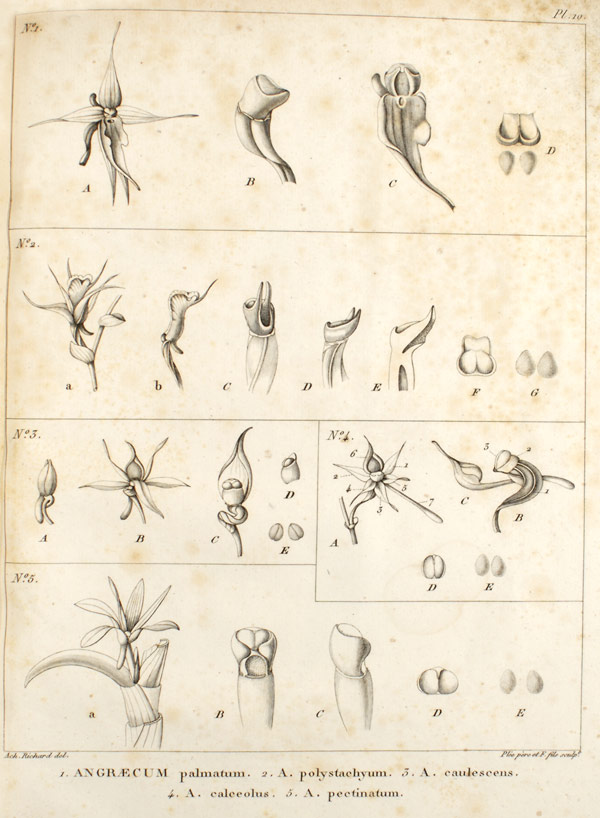